# Pieve di San Pancrazio (Russi)
La Pieve di San Pancrazio è una pieve del territorio ravennate, ma appartenente alla Diocesi di Forlì-Bertinoro, di cui è parrocchia. Costruita in stile romanico, ha radici antichissime, anche se nel tempo sono stati necessari interventi di restauro, in particolare nel periodo post bellico, che però non ne hanno alterato l'assetto globale, restituendo al contrario alla pieve l'aspetto originario in parte modificato in senso barocco nel Seicento.

## Storia
La chiesa sorge nella frazione omonima, nel comune di Russi a circa 15 Km da Ravenna. La tradizione la voleva fondata da Galla Placidia, ma questa idea, pur diffusasi nel Settecento tanto da venire ricordata in una lapide murata nell'interno, non ha riscontro. Le prime attestazioni si hanno nel 896 con una concessione dei duchi Giovanni e Alberigo e le mogli Marocia e Giulia che cedono alcune terre al plebato e nel 978, in un documento di Uberto, vescovo di Forlì, in cui viene citato l'arciprete della pieve di San Pancrazio. Una seconda riconsacrazione c'è stata nel 1058, dovuta probabilmente a una successiva fase costruttiva, come attesta una lapide, sempre presente nell'interno.
Nel 1677 l'arciprete Giuseppe Marchesi patrocina l'adattamento della chiesa a forme barocche con l'occultamento del soffitto a capriate mediante volte e l'aggiunta di stucchi decorativi. Viene inoltre aggiunto un transetto le cui sporgenze fungessero da cappelle laterali. Viene anche rifatto il campanile. Nel 1725 si ha notizia di un altro intervento voluto dall'arciprete Giovan Battista Aleotti.
Nel 1944 i Tedeschi in ritirata distruggono il campanile e vengono danneggiate abside e parte della navata centrale. Nel 1950 si attuano i lavori di ricostruzione del campanile e di ristrutturazione di tutto il complesso, riportando la chiesa alle originarie forme romaniche con l'eliminazione delle aggiunte barocche.

## Descrizione

### Esterno

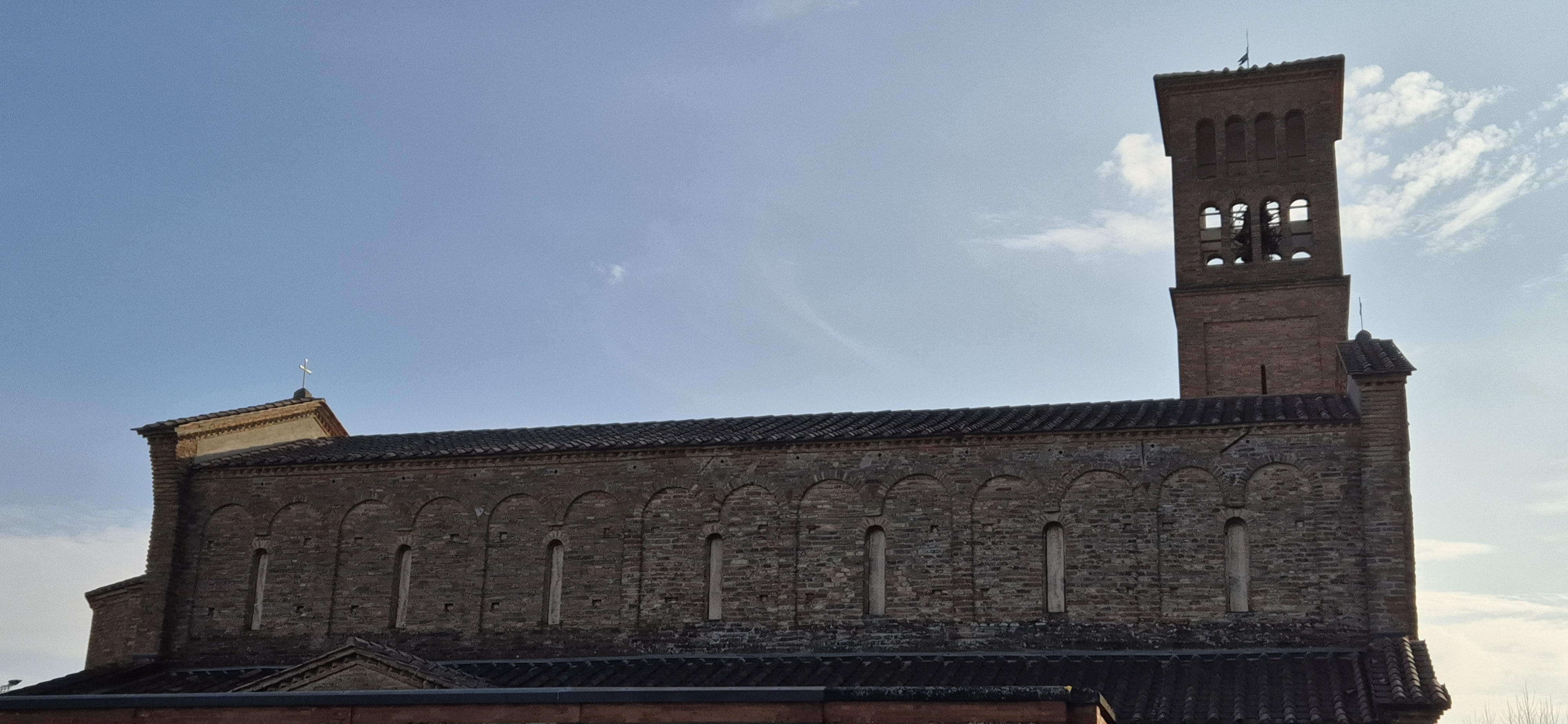
Prospetto laterale

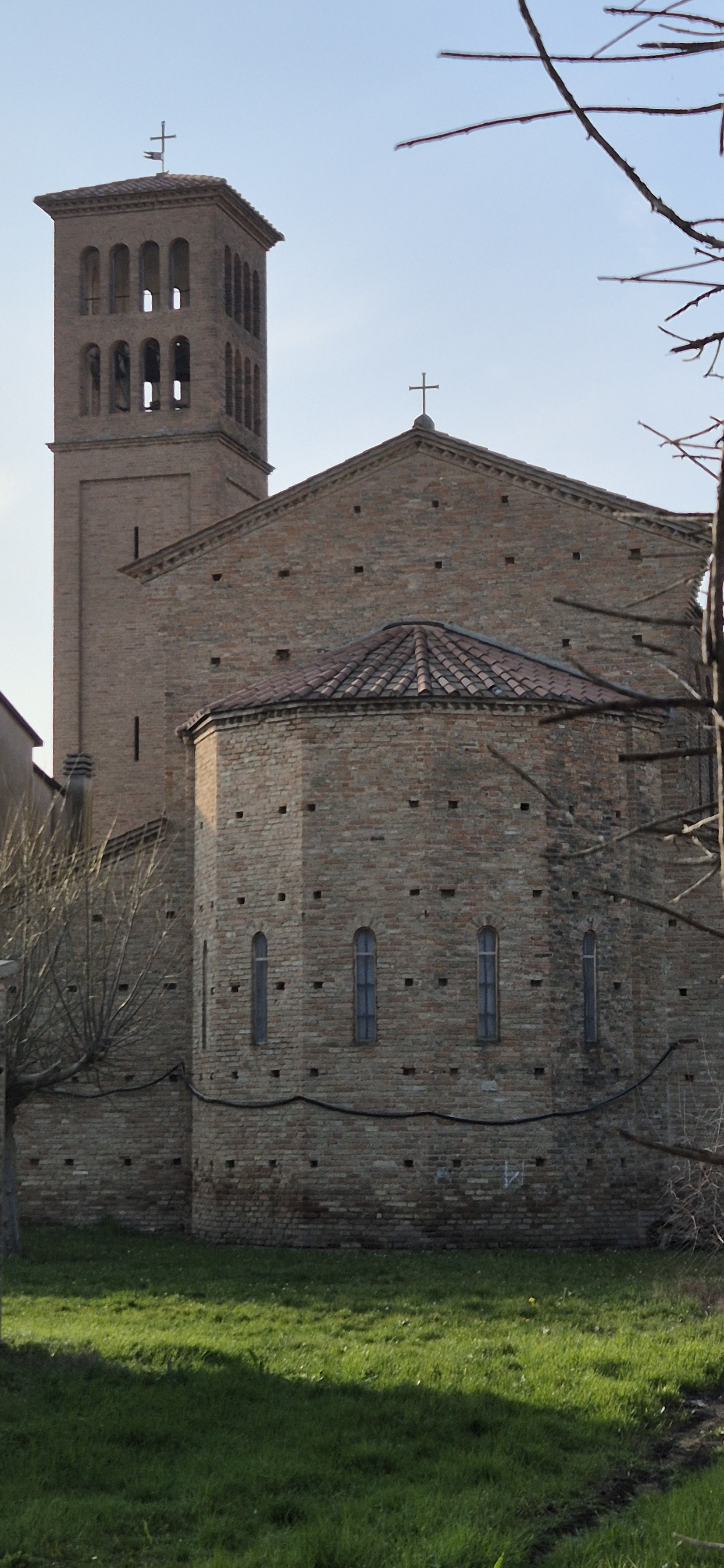
abside

La pieve presenta una pianta longitudinale di grandi dimensioni (24,80 x 14 m) a tre navate divise con sette archi per lato. L'abside è semicircolare all'interno e poligonale (eptagonale) all'esterno. La struttura è in mattoni a vista, molti di reimpiego; in alcuni casi, soprattutto nell'abside, si identificano inserti di altro materiale, come una lastra con un tratto di nastro e un capitello in pietra dell'VIII-IX secolo. La facciata è a salienti con divisione ottenuta mediante contrafforti in rilievo. In alcune foto della facciata prima dei restauri del 1940 si vede il portale rettangolare, ma l'originale era come quello attuale ad arco, ripristinato dai restauri post bellici che hanno poi aggiunto l'arco di mattoni che attualmente lo profila. Anche la stretta monofora è stata ripristinata grazie al sondaggio che ne ha trovato tracce, dopo che era stata chiusa in tempi non specificati (probabilmente nel Seicento).
Il prospetto laterale presenta quattordici archi ciechi abbinati a due a due con al centro una monofora ciascuno, che richiamano la struttura interna con la divisione ad archi.
Il campanile, realizzato su progetto dell'ingegner Guido Minardi nel 1950, risulta spostato da una collocazione a nord dell'abside all'attuale a sud della facciata.

### Interno

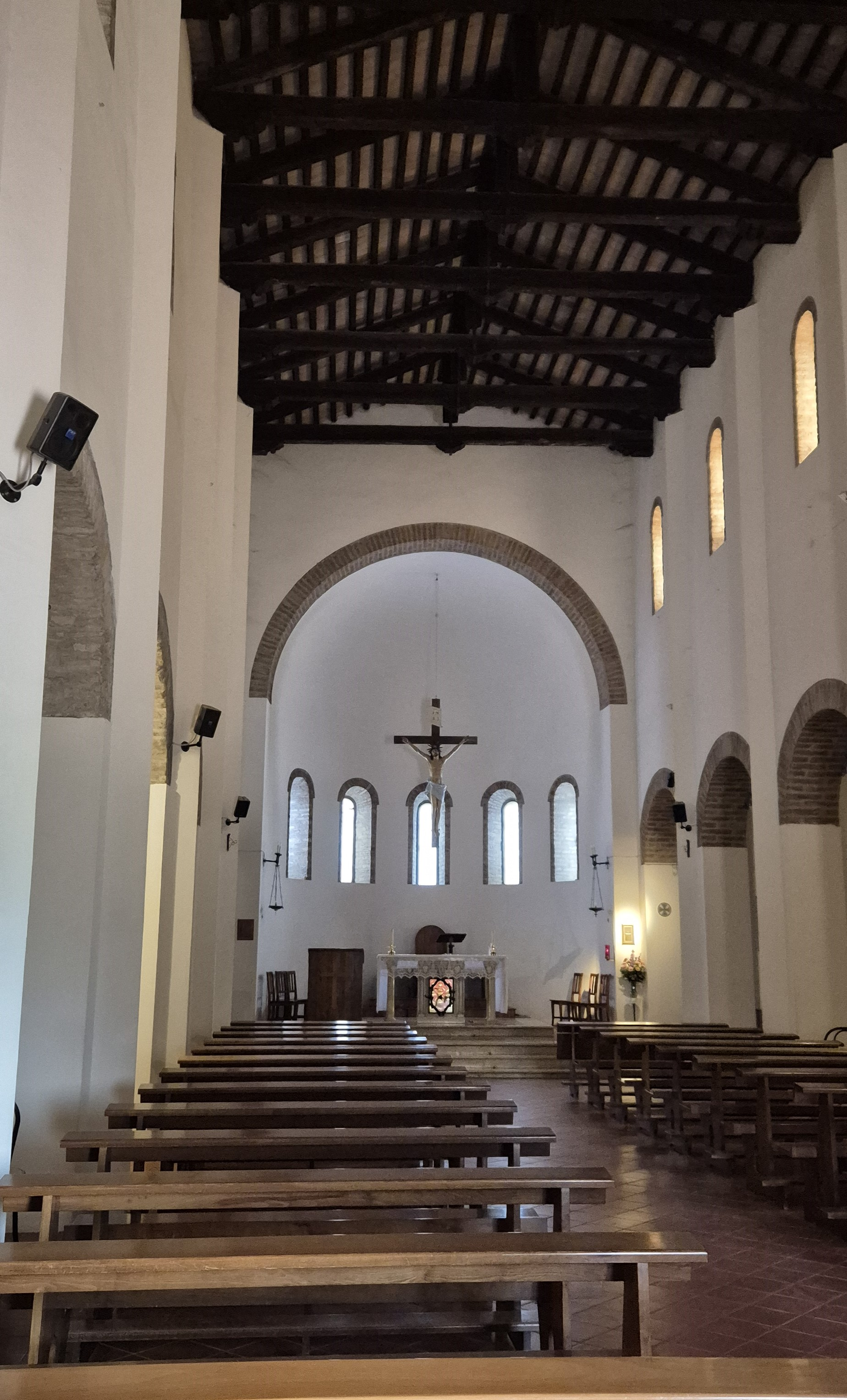
interno

L'illuminazione interna è ottenuta mediante sottili monofore dalle pareti strombate e da finestre nell'abside (è probabile che in origine fossero tre di dimensioni più ampie, mentre con l'ultimo restauro sono diventate cinque. Le pareti sono intonacate, fatta eccezione per le profilature delle monofore e di altri elementi costruttivi, dove il mattone è lasciato a vista. Due cappelle laterali sono ciò che resta di un transetto non più esistente. Esistono documentazioni fotografiche anteriori al 1940 che dimostrano la presenza di decorazione ad affresco che ora non esiste più: nell'arco trionfale si identificavano Cristo Benedicente con tre figure di Santi con altri personaggi e un santo in abito monastico che appare a una figura canuta con nimbo e barba appuntita, davanti a cui si inginocchia un giovane. Si ritiene che abbiano affinità con gli affreschi della pieve di San Martino in Barisano.